# اپلاید مایندز
اپلاید مایندز (انگلیسی: Applied Minds) شرکت الکترونیک آمریکایی است، که در سال ۲۰۰۰ توسط دانیل هیلیس تأسیس شد.